# Papos
Papos község Szabolcs-Szatmár-Bereg vármegyében, a Mátészalkai járásban.

## Fekvése
A megye középső részének keleti felében fekszik.
A környező fontosabb települések közül Mátészalka 7, Vaja 11, Nyírparasznya pedig 7 kilométer távolságra található.
A közvetlen szomszédos települések: észak felől Nyírparasznya, kelet felől Ópályi, délnyugat felől Mátészalka, dél felől Jármi, nyugat felől Őr, nyugat-északnyugat felől pedig Vaja.

### Megközelítése
Csak közúton érhető el, Jármi vagy Nyírparasznya felől, mindkét irányból a 4106-os úton. Közigazgatási területén – lakott részeitől nyugatra – elhalad az M3-as autópálya is, de annak sem csomópontja, sem pihenőhelye nincs a határai között.

## Története
Papos első lakói még valamikor a honfoglalás környékén telepedtek meg itt. Pesty Frigyes egykori adatközlői szerint is első lakosai még a honfoglalás idején érkezhettek ide, azonban a környéken dúló harcok és a különböző járványok miatt a falu elnéptelenedett.
A falu neve írásos alakban 1320-ban tűnik fel először egy idevaló, Káta nemzetségbeli nemesnek a nevében, Papus alakban. E név vélhetően arra utal, hogy a falunak abban az időben már papja volt.
Birtokosa a Kaplon nemzetség Beregben is honos – a többi ággal már kapcsolhatatlan hajtása – a Paposi-Tákosi-Mikaji család volt. E család őse a falut feltehetően a 13. században alapította, mivel a szomszédos település 1271. évi határjárásában neve még nem szerepelt. A 15. században területének nagy része a Csernavodai és a Barlabási családoké volt. 1410-ben azonban Barlabási András hűtlenségbe esett, és ekkor Zsigmond király Haraszti Erazmusnak adta, ő azonban 1413-ban eladta a birtokot Perényi Péternek. Később több nemesi családnak is volt itt részbirtoka.
Az 1900-as évek elején a Bogcha család volt legnagyobb birtokosa.

## Közélete

### Polgármesterei
- 1990–1994: Kállai Tibor (független)[3]
- 1994–1998: Kállai Tibor (független)[4]
- 1998–2002: Kállai Tibor (független)[5]
- 2002–2006: Kállai Tibor (független)[6]
- 2006–2010: Kállai Tibor (független)[7]
- 2010–2014: Illés Béla (független)[8]
- 2014–2019: Illés Béla (független)[9]
- 2019–2024: Illés Béla (független)[10]
- 2024– : Illés Béla (független)[1]

## Népesség
A település népességének változása:
| Lakosok száma | 830  | 811  | 829  | 826  | 748  | 767  | 764  |
|               | 2013 | 2014 | 2015 | 2021 | 2022 | 2023 | 2024 |

2001-ben a település lakosságának 92%-a magyar, 8%-a cigány nemzetiségűnek vallotta magát.
A 2011-es népszámlálás során a lakosok 86,9%-a magyarnak, 0,3% bolgárnak, 5,4% cigánynak, 0,4% románnak mondta magát (13,1% nem nyilatkozott; a kettős identitások miatt a végösszeg nagyobb lehet 100%-nál). A vallási megoszlás a következő volt: római katolikus 18,3%, református 42,6%, görögkatolikus 16,4%, felekezeten kívüli 4,4% (18,3% nem válaszolt).
2022-ben a lakosság 94,8%-a vallotta magát magyarnak, 9,6% cigánynak, 0,8% románnak, 0,4% németnek, 0,3% bolgárnak, 0,1% szlovénnek, 2% egyéb, nem hazai nemzetiségűnek (5,2% nem nyilatkozott; a kettős identitások miatt a végösszeg nagyobb lehet 100%-nál). Vallásuk szerint 13,8% volt római katolikus, 42,6% református, 14,4% görög katolikus, 1,1% egyéb keresztény, 7,8% felekezeten kívüli (19,5% nem válaszolt).

## Nevezetességei
- Római katolikus temploma - a 14. században épült, késő gótikus stílusban. A torony nélküli teremtemplom különleges szépségű külsővel – falakat kívülről támasztó pillérrel – és sokszögzáródású szentéllyel rendelkezik. Belsejében a síkmennyezettel fedett teret csúcsos diadalív tagolja. Szentélye falain régi festéknyomok (freskómaradványok) láthatók. A 17. század végén református templomként említették, de a 18. század elején romosodás miatt a reformátusok elhagyták. Ekkor ismét a katolikusok vették birtokba, s felújították, majd 1830 körül átalakították, s 1941-ig volt használatukban; akkor épült fel új templomuk. Az elhagyott középkori templomot a Műemlékvédelmi Hivatal az 1990-es években eredeti formájába állította helyre. Az 1990-es évek végén a Szabolcs-Szatmár-Bereg Megyei Múzeumok Igazgatósága kezelésében nyílt benne két állandó kiállítás.

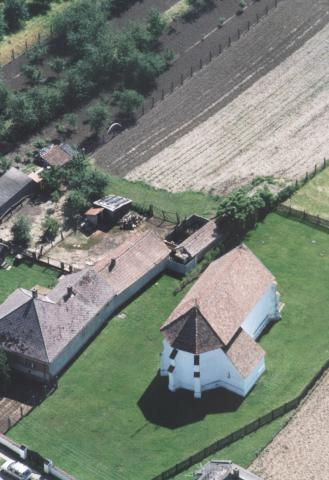

## Itt születtek vagy itt éltek
- Péchy László (1860–1949) Az Ecsedi-Krasznabalparti Vízgazdálkodási Társulat elődjének volt igazgató főmérnöke itt élt a faluban, s itt is van eltemetve. A Péchy család hajdani kúriájában ma óvoda működik.
- Lehel Ferenc (Papos, 1885. november 13. – São Paulo, 1975. augusztus 24.) festő, filozófus, művészetkritikus és művészettörténész.

## Képzőművészet
- A polgármesteri hivatal házasságkötő termében 2016-ban, Papos Község Önkormányzata és a Reformátusok Szatmárért Közhasznú Egyesület összefogása által nyílt meg Fülöp Sándor festőművész állandó kiállítása.[14]

## Külső hivatkozások
- Papos az utazom.com honlapján